# STS-50
STS-50 (U.S. Microgravity Laboratory 1) – dwunasta misja wahadłowca kosmicznego Columbia i czterdziesta ósma programu lotów wahadłowców.

## Załoga
źródlo
- Richard Richards (3)*, dowódca (CDR)
- Kenneth Bowersox (1), pilot (PLT)
- Bonnie Dunbar (3), dowódca ładunku (MS1)
- Ellen Baker (2), specjalista misji 2 (MS2)
- Carl Meade (2), specjalista misji 3 (MS3)
- Lawrence DeLucas (1), specjalista ładunku 1 (PS1)
- Eugene Trinh (1), specjalista ładunku 2 (PS2)

### Załoga rezerwowa
- Joseph Prahl (0), specjalista ładunku
- Albert Sacco (0), specjalista ładunku

*(liczba w nawiasie oznacza liczbę lotów odbytych przez każdego z astronautów)

## Parametry misji
źródło
- Masa: 
  - startowa orbitera: 116 693 kg
  - lądującego orbitera: 103 474 kg
  - ładunku: 11 153 kg
- Perygeum: 302 km
- Apogeum: 309 km
- Inklinacja: 28,5°
- Okres orbitalny: 90,6 min

## Cel misji
Przeprowadzenie eksperymentów naukowych na pokładzie laboratorium Spacelab USML-1 (United States Microgravity Laboratory).